# رؤية الطيور

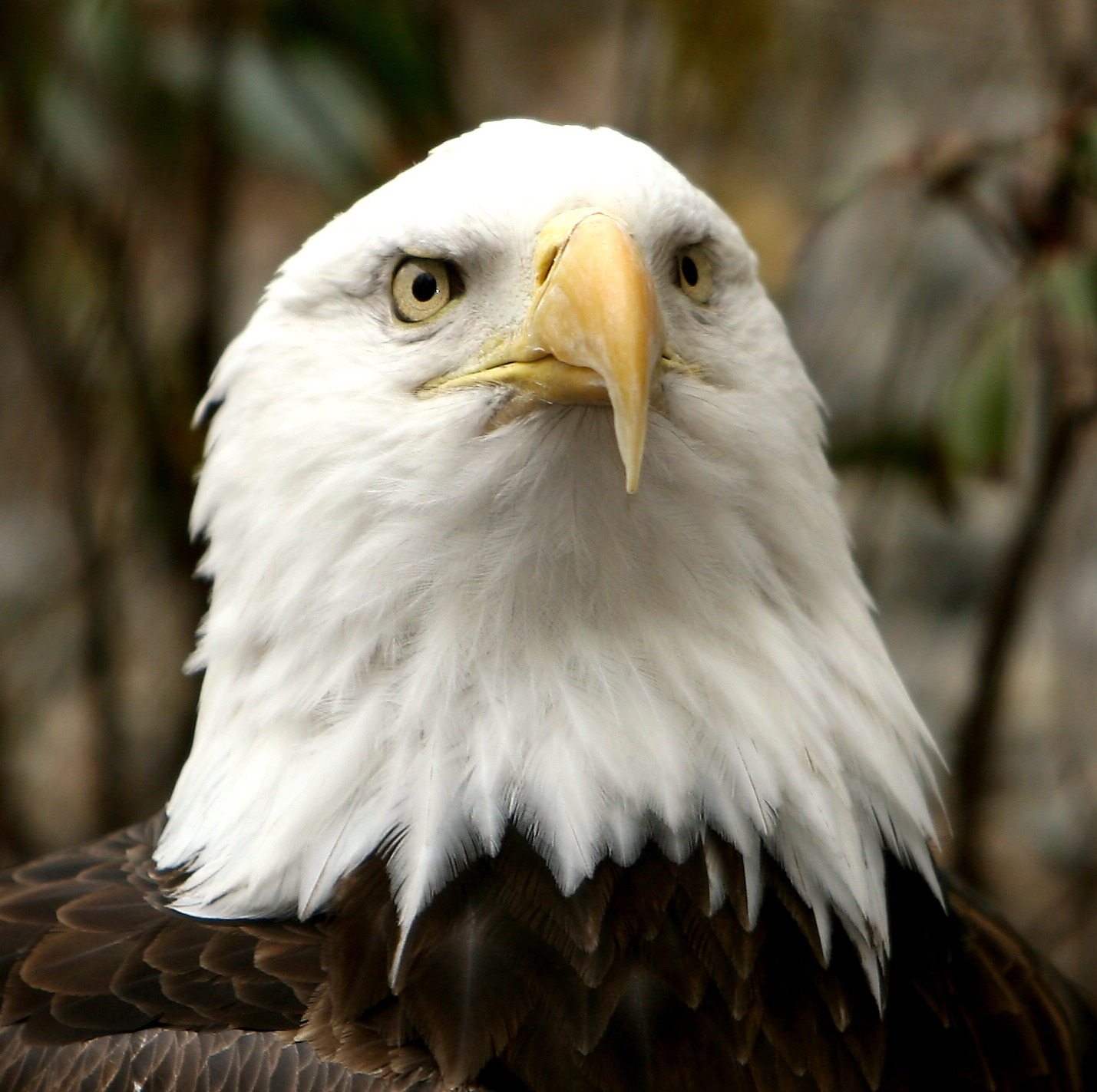
بسبب عينيها المتجهتين للأمام، تتمتع العقاب الرخماء برؤية ثنائية

الرؤية هي أهم الحواس بالنسبة للطيور، فالرؤية الجيدة ضرورية للطيران الآمن، وقد حصلت الطيور على هذا البصر الحاد الذي تتفوق به على المجموعات الفقارية الأخرى من خلال عدة عمليات تكيف مرت بها. يوصف الحمام بأنه «عينان مع أجنحة». تتشابه عين الطيور مع عين الزواحف بالعضلات الهدبية التي يمكن أن تغير شكل العدسة بسرعة أكبر من الثدييات. تمتلك الطيور أكبر عيون بالنسبة لحجمها في مملكة الحيوان، وبالتالي فإن الحركة محدودة داخل تجويف عظم العين. وبالإضافة إلى الجفنين اللذين يوجدان عادة لدى الفقاريات، فعيونهم محمية بواسطة غشاء متحرك شفاف إضافي. مع أن تشريح العين الداخلي مشابه لتشريح عين الفقاريات الأخرى، لكن بنية ممشط الصلبة فريد من نوعه لدى الطيور.
بعض مجموعات الطيور لديها تعديلات محددة على نظامها البصري وهذا بسبب طريقة حياتها. فالطيور الجارحة لديها كثافة عالية جدًا من المستقبلات والتكيفات الأخرى التي تزيد من حدة البصر. إضافة إلى أن تموضع عيونهم يعطيهم رؤية عينية جيدة تسمح لهم بحكم دقيق على المسافات. أما الفصائل الليلية فلديها عيون أنبوبية وعدد قليل من حساسات اللون، ولكنها تمتلك كثافة عالية من العصي التي تعمل بشكل جيد في الضوء الضعيف. طيور الخرشنة والنوارس والقطرس هي من بين الطيور البحرية التي تمتلك قطرات زيت حمراء أو صفراء في مستقبلات الألوان لتحسين الرؤية عن بعد، وخاصة في الحالات الضبابية.

## تشريح خارج العين
تتشابه عين الطيور بشكل كبير مع عين الزواحف. وعلى عكس عين الثدييات فهي ليست كروية، والشكل المسطح يجعلها أكثر قدرة على التركيز ضمن مجالها البصري. هناك دائرة من الألواح العظمية «حلقة الصلبة» تحيط العين وتحملها بثبات، ولكن هناك ميزة لا توجد في عين الزواحف وتوجد عند الثدييات، وهي أن العدسة تندفع إلى الأمام، ما يزيد من حجم الصورة على شبكية العين.
معظم الطيور لا تستطيع تحريك عيونها على الرغم من وجود استثناءات مثل طائر الغاق الكبير. الطيور التي تتموضع عيونها على جانبي الرأس تمتلك مجالًا بصريًا واسعًا يفيدها في الكشف عن الحيوانات المفترسة، في حين أن الطيور التي تتموضع عيونها على مقدمة الرأس مثل البوم، لديها رؤية ثنائية ويمكن أن تقدر المسافات عند الصيد. من المحتمل أن يكون لدى دجاج الأرض الأمريكي أكبر مجال بصري لأي طائر، إذ يبلغ 360 درجة أفقيًا و180 درجة عموديًا.
لا تستخدم أجفان الطيور في الرمش. وتُحافظ على ترطيب العين من خلال الغشاء الراف وهو جفن ثالث مخفي يتحرك بشكل أفقي مثل ممسحة زجاج السيارات. ويغطي هذا الغشاء العين ويعمل مثل العدسة اللاصقة عند العديد من الطيور المائية حين تكون تحت الماء. أما عند النوم فيرتفع الجفن السفلي لتغطية العين عند معظم الطيور، باستثناء البومة القرناء فالجفن العلوي هو الذي يتحرك عندها.
تحافظ العين على نظافتها عن طريق الإفرازات الدمعية من الغدة الدمعية وتُحمى بواسطة مادة زيتية من غدد هاردر التي تغلف القرنية وتمنع الجفاف. تعد عين الطائر الأكبر من حيث الحجم مقارنة بأية مجموعة أخرى من الحيوانات، على الرغم من أن معظمها مخفي ضمن جمجمته. النعام لديه أكبر عين بين كل الفقاريات البرية بطول محوري يبلغ 50 ملم «2 بوصة»، أي ضعف حجم عين الإنسان.
يرتبط حجم عين الطيور بشكل كبير بكتلة الجسم. وقد أظهرت دراسة أجريت على خمسة رتب من الطيور «الببغاوات والحمام والنوئيات والطيور الجارحة والبوم» أن كتلة العين تتناسب مع كتلة الجسم، ولكن مثل ما هو متوقع من عاداتهم وبيئتهم البصرية فإن الطيور الجارحة والبوم لها عيون كبيرة نسبيًا تجاه كتلة جسمها.
تُظهر الدراسات السلوكية أن العديد من أنواع الطيور تركز على الكائنات البعيدة بشكل تفضيلي مع مجال رؤيتها الجانبي والأحادي، وأن الطيور توجه نفسها بشكل جانبي لتعظيم الدقة البصرية. وبالنسبة للحمام تزداد دقة الرؤية حتى الضُعف بالرؤية الأحادية على الجانب مقارنة بالرؤية المزدوجة إلى الأمام، بينما يكون العكس صحيحًا بالنسبة للبشر.
يعتمد أداء العين في مستويات الإضاءة المنخفضة على المسافة بين العدسة وشبكية العين، وتضطر الطيور الصغيرة إلى أن تكون نهارية لأن عيونها ليست كبيرة بما يكفي لإعطاء رؤية ليلية جيدة. على الرغم من أن العديد من الفصائل تهاجر ليلًا، فإنها غالبًا ما تصطدم بأشياء مضاءة بشكل مشرق مثل المنارات أو منصات النفط. أما الطيور الجارحة فهي نهارية وعلى الرغم من كبر عيونها فهي متطورة بشكل كافٍ لتعطي أعلى دقة مكانية بدلًا من تجميع الضوء، وهي أيضًا لا ترى بشكل جيد في الضوء الخافت. العديد من الطيور لديها عدم تماثل في بنية العين وهو ما يمكنها من الحفاظ على الأفق وجزء كبير من الأرض ضمن تركيزها في وقت واحد. ولكن تكلفة هذا التكيف هي قصر النظر في الجزء السفلي من مجالهم البصري.
الطيور ذات العيون الكبيرة نسبيًا مقارنة بكتلة الجسم، مثل طيور الحميراء المألوفة وأبو الحناء الأوروبي تغرد في وقت أبكر عند الفجر من الطيور من نفس الحجم وكتلة الجسم الأصغر. ومع ذلك إذا كان للطيور نفس حجم العينين ولكن كتل الجسم مختلفة، فإن الأنواع الأكبر تغرد بعد الأنواع الأصغر. قد يكون هذا بسبب أن الطائر الأصغر عليه أن يبدأ يومه أبكر بسبب فقدان الوزن الليلي. عادة ما يكون فقدان الوزن الليلي للطيور الصغيرة من 5 إلى 10% وقد يكون أكثر من 15% في ليالي الشتاء الباردة. في إحدى الدراسات ازدادت كتلة أبو الحناء بسبب تغذية الغسق في الليالي الباردة.
الطيور الليلية لها عيون مطورة للحساسية البصرية، مع قرنيات تعد كبيرة بالنسبة لطول العين، في حين أن الطيور النهارية لها عيون أطول نسبة إلى قطر القرنية لإعطاء المزيد من حدة البصر. ويمكن استنتاج المعلومات حول أنشطة الأنواع المنقرضة من قياسات حلقة الصلبة وعمق المدار. ولكي يُجرى هذا القياس يجب أن تحتفظ الحفرية بشكلها ثلاثي الأبعاد، لذلك لا يمكن تحديد نمط النشاط بثقة من العينات المسطحة مثل حالة الأركيوبتركس، والذي يحتوي على حلقة الصلبة كاملة ولكن بدون قياس عمق المدار.